# Kurt Stettler
Kurt Stettler (Stettlen, 21 agosto 1932 – Zurigo, 8 dicembre 2020) è stato un calciatore svizzero, di ruolo portiere.

## Biografia
Con la Nazionale svizzera prese parte ai Mondiali 1962.
Morì nel dicembre del 2020, per complicazioni da COVID-19.

## Palmarès

### Club

#### Competizioni nazionali
- Coppa Svizzera: 1

Basilea: 1962-1963